# Янда, Антон
Антон Янда (нем. Anton Janda; 1 мая 1904, Австро-Венгрия — 1986) — австрийский футболист, игравший на позиции защитника. Известный по выступлениям в составе клуба «Адмира», а также национальной сборной Австрии.
Четырехкратный чемпион Австрии, трехкратный обладатель Кубка Австрии, финалист Кубка Митропы.

## Клубная карьера
Начинал карьеру в клубе Норд-Вена в 1912 году, где играл с пятнадцатилетнего возраста. В 1922 году стал играть в молодежных командах клуба «Адмира» (Вена) . В основном составе дебютировал в сезоне 1923—1924 годов на позиции крайнего нападающего. Со следующего сезона перешел в линию защиты, где и выступал в течение дальнейшей карьеры. Многолетним партнёром Янды в линии защиты «Адмиры» был Георг Фоке.
В 1927 году выиграл с командой первый в истории клуба титул чемпиона Австрии. Неожиданным конкурентом «Адмир» в борьбе за титул стал клуб «Бригиттенауер». Перед последним туром «Адмира» имела преимущество в одно очко, но соперникам предстояло играть между собой. Клуб Антона уверенно победил со счётом 5: 0 и получил свой первый чемпионский трофей. На счету Янды 20 матчей в чемпионском сезоне. Летом сыграл в обоих четвертьфинальных встречах Кубка Митропы, в которых австрийский клуб встречался с чехословацкой «Спартой». В первом матче «Спарта» победила со счётом 5: 1, но в ответном матче на 60-й минуте уже «Адмира» побеждала 5: 1. Впрочем, команде не удалось удержать этот результат и в конце матча чешские игроки сумели забить два гола и пройти в следующий раунд.
В следующем сезоне «Адмира» вновь победила в чемпионате, опередив на три очка «Рапид». В национальном первенстве Янда сыграл 23 матча. Также клуб получил кубок Австрии, а Антон сыграл во всех пяти матчах турнира. В финальном поединке «Адмира» переиграла «Винер АК» со счётом 2: 1.
Летом 1928 года клуб снова пробовал свои силы в матчах кубка Митропы. В 1/4 финала команда переиграла чехословацкую «Славия» — 3: 1, 3: 3. В полуфинале «Адмира» в обоих матчах уступила будущему чемпиону венгерском «Ференцварошу» (1: 2, 0: 1).
Свой единственный гол в официальном матче за клуб забил в сезоне 1928—1929 годов с пенальти в игре с командой «Слован», которая завершилась победой со счётом 6: 2. В сезоне 1931—1932 годов клуб после трех лет перерыва вернул себе титулы чемпиона и обладателя Кубка Австрии. На счету Янды 22 матча в чемпионате, а также 5 в кубке.
В 1934 году «Адмира» вновь выиграла оба национальные трофеи и была близка к победе в Кубке Митропы. В чемпионате Янда сыграл 19 матчей и 5 в кубке. В Кубке Митропы 1934 года Антон также играл регулярно, а его клуб последовательно победил «Наполи» (0: 0, 2: 2, 5: 0), пражскую «Спарту» (4: 0, 2: 3) и туринский «Ювентус» (3: 1, 1: 2). В финале «Адмира» встретилась с ещё одним итальянским клубом — «Болоньей». В первом матче австрийская команда победила со счётом 3: 2, проигрывая по ходу матча 0: 2, однако в ответном матче уступила 1: 5.
Играл в составе «Адмиры» до 1935 года. Сыграл в национальном первенстве 223 матча и забил 1 гол, 42 матча сыграл в Кубке Австрии и 17 в Кубке Митропы.
В 1935 году перешел в команду второй австрийской лиги «Аустро Фиат» (Вена), ставившую цель выхода в высший дивизион. В клубе кроме Янды также играли другие бывшие сборники Франц Радакович и Иоганн Клима. Команда выиграла свою группу, но в матче плей-офф за право повышения в классе проиграла клубу «Почт СВ» (0: 1, 1: 2). В следующем сезоне «Аустро Фиат» также не сумел выполнить задачу выхода в высшую лигу, заняв второе место в группе «Юг». В 1938 году команда команда наконец выиграла второй дивизион и вышла в элитный дивизион.

## Выступления за сборную
В составе сборной Австрии дебютировал в 1928 году в поединке со сборной Чехословакии (0: 1). Регулярно играл в основе сборной в течение 1929 года, после чего вызывался в команду до 1932 года. Сыграл в одном матче розыгрыша Центрально кубка 1931—1932, в котором в итоге Австрия одержала победу. Был в заявке сборной на чемпионате мира 1934, но на поле не выходил. Всего в период с 1928 по 1934 год сыграл в составе национальной команды 10 матчей.
Также выступал в составе сборной Вены. Дебютировал в поединке против сборной Будапешта (8: 2) в октябре 1928 года. Также играл в матчах против сборных городов Прага (5: 2, 1931 год), Белград (4: 1, 1931), Париж (5: 1, 1932), Будапешт (6: 0, 1932), Париж (4: 1, 1933).

## Статистика

### Статистика клубных выступлений
| Клуб            | Сезон | Чемпионат | Чемпионат | Кубок | Кубок | Кубок Митропы | Кубок Митропы | Всего | Всего |
| Клуб            | Сезон | Матчи     | Голы      | Матчи | Голы  | Матчи         | Голы          | Матчи | Голы  |
| --------------- | ----- | --------- | --------- | ----- | ----- | ------------- | ------------- | ----- | ----- |
| «Адмира» (Вена) |       |           |           |       |       |               |               |       |       |
| 1923—1924       | 9     | 0         | 2         | 0     | -     | -             | 11            | 0     |       |
| 1924—1925       | 19    | 0         | 3         | 0     | -     | -             | 22            | 0     |       |
| 1925—1926       | 18    | 0         | 1         | 0     | -     | -             | 19            | 0     |       |
| 1926—1927       | 20    | 0         | 5         | 0     | -     | -             | 25            | 0     |       |
| 1927—1928       | 23    | 0         | 5         | 0     | 2     | 0             | 30            | 0     |       |
| 1928—1929       | 22    | 1         | 3         | 0     | 4     | 0             | 29            | 1     |       |
| 1929—1930       | 18    | 0         | 2         | 0     | -     | -             | 20            | 0     |       |
| 1930—1931       | 17    | 0         | 7+        | 0     | -     | -             | 24+           | 0     |       |
| 1931—1932       | 22    | 0         | 5         | 0     | -     | -             | 27            | 0     |       |
| 1932—1933       | 19    | 0         | 2         | 0     | 2     | 0             | 23            | 8     |       |
| 1933—1934       | 19    | 0         | 5         | 0     | -     | -             | 24            | 0     |       |
| 1934—1935       | 17    | 0         | 2         | 0     | 9     | 0             | 28            | 0     |       |
| Всего           | 223   | 1         | 42+       | 0     | 17    | 0             | 282+          | 1     |       |

### Статистика выступлений в Кубке Митропы
| №                     | Розыгрыш              | Стадия                | Дата и место          | Команда 1             | Счёт | Команда 2       | Голы |
| --------------------- | --------------------- | --------------------- | --------------------- | --------------------- | ---- | --------------- | ---- |
| 1                     | 1927                  | 1/4                   | 14.08.1927 Прага      | Спарта (Прага)        | 5:1  | Адмира (Вена)   |      |
| 2                     | 1927                  | 1/4                   | 21.08.1927 Вена       | Адмира (Вена)         | 5:3  | Спарта (Прага)  |      |
| 3                     | 1928                  | 1/4                   | 15.08.1928 Вена       | Адмира (Вена)         | 3:1  | Славия (Прага)  |      |
| 4                     | 1928                  | 1/4                   | 19.08.1928 Прага      | Славия (Прага)        | 3:3  | Адмира (Вена)   |      |
| 5                     | 1928                  | 1/2                   | 9.09.1928 Вена        | Адмира (Вена)         | 1:2  | Ференцварош     |      |
| 6                     | 1928                  | 1/2                   | 16.09.1928 Будапешт   | Ференцварош           | 1:0  | Адмира (Вена)   |      |
| 7                     | 1932                  | 1/4                   | 18.06.1932 Прага      | Славия (Прага)        | 3:0  | Адмира (Вена)   |      |
| 8                     | 1932                  | 1/4                   | 26.06.1932 Вена       | Адмира (Вена)         | 1:0  | Славия (Прага)  |      |
| 9                     | 1934                  | 1/8                   | 17.06.1934 Вена       | Адмира (Вена)         | 0:0  | Наполи          |      |
| 10                    | 1934                  | 1/8                   | 24.06.1934 Неаполь    | Наполи                | 2:2  | Адмира (Вена)   |      |
| 11                    | 1934                  | 1/8 перегр.           | 1.07.1934 Цюрих       | Адмира (Вена)         | 5:0  | Наполи          |      |
| 12                    | 1934                  | 1/4                   | 18.07.1934 Вена       | Адмира (Вена)         | 4:0  | Спарта (Прага)  |      |
| 13                    | 1934                  | 1/4                   | 22.07.1934 Прага      | Спарта (Прага)        | 3:2  | Адмира (Вена)   |      |
| 14                    | 1934                  | 1/2                   | 25.07.1934 Вена       | Адмира (Вена)         | 3:1  | Ювентус (Турин) |      |
| 15                    | 1934                  | 1/2                   | 29.07.1934 Турин      | Ювентус (Турин)       | 2:1  | Адмира (Вена)   |      |
| 16                    | 1934                  | Финал                 | 5.09.1934 Вена        | Адмира (Вена)         | 3:2  | Болонья         |      |
| 17                    | 1934                  | Финал                 | 9.09.1934 Болонья     | Болонья               | 5:1  | Адмира (Вена)   |      |
| Всего в Кубке Митропы | Всего в Кубке Митропы | Всего в Кубке Митропы | Всего в Кубке Митропы | Всего в Кубке Митропы | 17   |                 | 0    |

## Достижения
- Чемпион Австрии (4): 1927, 1928, 1932, 1934
- Серебряный призёр чемпионата Австрии (4): 1929, 1930, 1931, 1935
- Бронзовый призёр чемпионата Австрии (1): 1933
- Обладатель кубка Австрии (3): 1928, 1932, 1934
- Финалист Кубка Митропы (1): 1934
- Обладатель Кубка Центральной Европы (1): 1931-1932